# Liste der Einträge im National Register of Historic Places im Chester County (Tennessee)

Lage des Chester Countys in Tennessee

Die Liste der Einträge im National Register of Historic Places im Chester County in Tennessee führt die Bauwerke und historischen Stätten im Chester County auf, die in das National Register of Historic Places aufgenommen wurden.

## Derzeitige Einträge
| [ 2 ] | Name                                                                   | Bild                                                                   | Eintragsdatum        | Lage                                                  | Ort         | Beschreibung |
| ----- | ---------------------------------------------------------------------- | ---------------------------------------------------------------------- | -------------------- | ----------------------------------------------------- | ----------- | ------------ |
| 1     | Chester County Courthouse                                              | Chester County Courthouse                                              | 1979 ID-Nr. 79002418 | Court Square 35° 26′ 24″ N, 88° 38′ 27″ W             | Henderson   |              |
| 2     | Hamlett-Smith House                                                    | Hamlett-Smith House                                                    | 1983 ID-Nr. 83004227 | Jacks Creek-Mifflin Road 35° 29′ 19″ N, 88° 31′ 17″ W | Jacks Creek |              |
| 3     | National Teacher’s Normal and Business College Administration Building | National Teacher’s Normal and Business College Administration Building | 2012 ID-Nr. 12000116 | 158 East Main Street 35° 26′ 27,5″ N, 88° 38′ 13,3″ W | Henderson   |              |